# Jane Ainscough
Jane Ainscough ist eine britisch-deutsche Drehbuchautorin.

## Leben
Ainscough studierte drei Semester Screenwriting an der New York University in New York City. Im Jahre 2012 gewann sie gemeinsam mit Julia von Heinz und Chris Silber den Goldenen Spatz der Kinderjury in der Kategorie Kino-/Fernsehfilm auf dem 20. Deutschen Kinder-Medien-Festival. Als Autorin war sie an mehr als einem Dutzend Produktionen beteiligt.
Ainscough lebt in Hamburg.

## Filmografie (Auswahl)
- 2006: Wo ist Fred?
- 2006: Die Wolke
- 2010: Hanni & Nanni
- 2012: Omamamia
- 2012: Hanni & Nanni 2
- 2013: Eltern
- 2013: Miss Sixty
- 2014: Alles ist Liebe
- 2014: Coming In
- 2015: Ich bin dann mal weg
- 2019: Gut gegen Nordwind
- 2020: Lassie – Eine abenteuerliche Reise
- 2023: Faraway